# Jean Josselin
Jean Josselin (Besançon, 6 gennaio 1940 – Gray, 7 febbraio 2021) è stato un pugile francese, campione d'Europa dei Pesi welter e sfidante al titolo mondiale, fu avversario di Carmelo Bossi e Silvano Bertini.

## Biografia

### Carriera da dilettante
Fu Campione mondiale militari nel 1960 a Wiesbaden
Rappresentò la Francia alle Olimpiadi di Roma (1960), nella categoria dei pesi welter, ma fu  sconfitto al primo turno ai punti, con verdetto unanime, da Nino Benvenuti. Vinse la medaglia di bronzo ai Campionati europei di Belgrado 1961.

### Carriera da professionista
È diventato professionista alla fine del 1961. Dopo una “striscia” di 34 match, tutti combattuti in Francia o in Svizzera, con una sola sconfitta e un pari, diventò Campione di Francia dei pesi welter battendo l'anziano François Pavilla, ai punti, l'8 novembre 1965, a Parigi.
Il 25 aprile 1966 conquistò il titolo vacante di Campione europeo, battendo a Parigi il britannico Brian Curvis per abbandono alla quattordicesima ripresa. 
Il 28 novembre 1966 combatté senza successo per il titolo mondiale dei welter contro Curtis Cokes, perdendo ai punti, a Dallas, con decisione unanime. 
Sei mesi dopo, a Sanremo, fu costretto a consegnare la cintura europea nei guantoni del futuro Campione del Mondo dei superwelter Carmelo Bossi. L'arbitro e giudice unico dell'incontro proclamò vincitore l'italiano con un vantaggio di tre punti. 
Nella rivincita, combattuta il 3 maggio 1968 a Roma, Josselin dovette soccombere sempre ai punti ma ancor più nettamente al milanese, che lo costrinse al conteggio già al primo round. 
In questo periodo affrontò vittoriosamente due volte Domenico Tiberia, battendolo ai punti a Marsiglia, il 21 aprile 1967 e per abbandono alla settima ripresa, a Parigi, il 13 gennaio 1969.
Si riappropriò della cintura europea il 5 maggio 1969, a Parigi, sconfiggendo l'ancora imbattuto Silvano Bertini, per KO tecnico all'ottava ripresa.
Anche il suo secondo regno durò poco, perché quattro mesi dopo perse il titolo con Johann Orsolics, già Campione europeo dei superleggeri e avversario di Bruno Arcari, per KO al quarto round alla Stadthalle di Vienna.
Due mesi dopo perse anche il titolo di Campione di Francia dai pugni di Roger Menetrey per Kot a Parigi. Una successiva vittoria ai punti con José Durán, il 22 giugno 1970, a Barcellona, lo illusero di poter ancora dire la sua, a livello internazionale. 
Proseguì cocciutamente a combattere ma il suo tramonto fu incontestabile: negli ultimi 13 incontri subì 8 sconfitte, ottenendo 4 pari e una sola vittoria. Il 23 agosto 1971, a Inglewood, aveva osato sfidare il Campione del Mondo José Nápoles ma era stato messo KO all'ottava ripresa. Nel 1972 si ritirò dal pugilato.